# UFC 281
UFC 281: Adesanya vs. Pereira（ユーエフシー￼・ツーエイティワン：アデサンヤ・バーサス・ペレイラ）は、アメリカ合衆国の総合格闘技団体「UFC」の大会の一つ。2022年11月12日、ニューヨーク州ニューヨークマンハッタン区のマディソン・スクエア・ガーデンで開催された。

## 大会概要
本大会は王者イスラエル・アデサンヤと挑戦者アレックス・ペレイラによるUFC世界ミドル級タイトルマッチ、王者カーラ・エスパルザと挑戦者ジャン・ウェイリーによるUFC世界女子ストロー級タイトルマッチが組まれた。

## 試合結果

### アーリープレリム
第1試合 ライトヘビー級 5分3R
○  カーロス・アルバーグ vs.  ニコラエ・ネグメレアヌ ×
1R 3:44 KO（左フック→パウンド）
第2試合 バンタム級 5分3R
○  モンテル・ジャクソン vs.  フリオ・アルセ ×
3R終了 判定3-0（30-27、30-27、29-28）
第3試合 147.6ポンド契約 5分3R
○  マイケル・トリザーノ vs.  チェ・スンウ ×
1R 4:51 TKO（左フック→パウンド）
※トリザーノの体重超過によりフェザー級から変更。
第4試合 女子ストロー級 5分3R
○  カロリーナ・コバケビッチ vs.  シルバーナ・ゴメス・フアレス ×
3R終了 判定3-0（29-28、29-28、29-28）
第5試合 ライト級 5分3R
○  マット・フレボラ vs.  オットマン・アツァイター ×
1R 2:30 KO（左フック→パウンド）

### プレリミナリーカード
第6試合 ミドル級 5分3R
○  アンドレ・ペトロスキー vs.  ウェリントン・トゥルマン ×
3R終了 判定3-0（30-27、30-27、29-28）
第7試合 女子フライ級 5分3R
○  エリン・ブランチフィールド vs.  モリー・マッキャン ×
1R 3:37 キムラロック
第8試合 206.6ポンド契約 5分3R
○  ライアン・スパン vs.  ドミニク・レイエス ×
1R 1:20 KO（左ジャブ）
※スパンの体重超過によりライトヘビー級から変更。
第9試合 ライト級 5分3R
○  ヘナート・モイカノ vs.  ブラッド・リデル ×
1R 3:20 リアネイキドチョーク

### メインカード
第10試合 ライト級 5分3R
○  ダン・フッカー vs.  クラウディオ・プエレス ×
2R 4:06 TKO（ボディへの右前蹴り）
第11試合 バンタム級 5分3R
○  クリス・グティエレス vs.  フランク・エドガー ×
1R 2:01 KO（左膝蹴り）
第12試合 ライト級 5分3R
○  ダスティン・ポイエー vs.  マイケル・チャンドラー ×
3R 2:00 リアネイキドチョーク
第13試合 UFC世界女子ストロー級タイトルマッチ 5分5R
○  ジャン・ウェイリー vs.  カーラ・エスパルザ ×
2R 1:05 リアネイキドチョーク
※ウェイリーが王座獲得に成功。
第14試合 UFC世界ミドル級タイトルマッチ 5分5R
○  アレックス・ペレイラ vs.  イスラエル・アデサンヤ ×
5R 2:01 TKO（スタンドパンチ連打）
※ペレイラが王座獲得に成功。

### 各賞
ファイト・オブ・ザ・ナイト：ダスティン・ポイエー vs. マイケル・チャンドラー
パフォーマンス・オブ・ザ・ナイト：アレックス・ペレイラ、ジャン・ウェイリー
各選手にはボーナスとして5万ドルが授与された。

### カード変更
負傷などによるカードの変更は以下の通り。